# Ducey
Ducey är en kommun i departementet Manche i regionen Normandie i norra Frankrike. Kommunen ligger i kantonen Ducey som tillhör arrondissementet Avranches. År 2018 hade Ducey 2 537 invånare.

## Befolkningsutveckling
Antalet invånare i kommunen Ducey
| Referens: INSEE |